# کیمیکو جینایی
کیمیکو جینایی (انگلیسی: Kimiko Jinnai؛ زادهٔ ۱۲ مارس ۱۹۶۴) بدمینتون‌باز زن اهل ژاپن است.